# بتینا وگنر
بتینا وگنر (آلمانی: Bettina Wegner؛ زادهٔ ۴ نوامبر ۱۹۴۷) خواننده و ترانه‌پرداز اهل آلمان است.